# カルピFC
カルピ・フットボール・クラブ1909（Carpi Football Club 1909 S.r.l.）は、イタリアのエミリア＝ロマーニャ州モデナ県カルピを本拠地とするサッカークラブである。2019-20シーズンはセリエCに所属している。

## 歴史
1909年にJucunditas Carpiとして創立し、数年後にはACカルピ（Associazione Calcio Carpi）に改称。
1920年代に全国2部相当のリーグに在籍した経験はあるが、現在のリーグシステムでは長年に渡ってセリエA、セリエBに所属したことはなかった。セリエC1でルイジ・デ・カーニオ監督に率いられた1996-97シーズン、昇格プレーオフに進出したものの、決勝で敗れてセリエB昇格はならなかった。
チームは2000年に経営破綻し、Carpi Calcioとして地域リーグのエッチェッレンツァ（6部相当）から再出発。2002年にセリエDへ昇格して現在のチーム名となった。2012-13シーズンにレガ・プロ・プリマ・ディヴィジオーネ・ジローネAで3位、プレーオフを経てクラブ史上初のセリエB昇格を決めた。
2014-2015シーズンは38節で2位以上を確定させ、最終節である42節終了時には2位のフロジノーネ・カルチョに勝ち点9差をつけてセリエBを制覇。クラブ史上初となるセリエA昇格を決めた。
なお、本拠地である「スタディオ・サンドロ・カバッシ」は現状4000人程度しか収容することができず、セリエAに昇格する場合の最低収容人数である1万人以上を満たしていない。そのため、サンドロ・カバッシでの開催ができず、同じモデナ県内にあるスタディオ・アルベルト・ブラーリアへホームを暫定移転した。

## タイトル

### 国内タイトル
- セリエB : 1回 
  - 2014-15
- セコンダ・ディヴィジオーネ（イタリア語版） : 1回
  - 1922-23（ジローネD）
- セリエC : 1回
  - 1945-46（ジローネI）
- レガ・プロ・セコンダ・ディヴィジオーネ : 1回
  - 2010-11（ジローネB）
- セリエD : 3回
  - 1963-64（ジローネC）, 1973-74（ジローネD）, 1977-78（ジローネD）
- プロモツィオーネ : 1回
  - 1914-15
- プリマ・ディヴィジオーネ（イタリア語版） : 1回
  - 1949-50
- プリマ・カテゴーリア（イタリア語版） : 2回
  - 1960-61, 1961-62

### 国際タイトル
なし

## 過去の成績
- 2000-01 エッチェッレンツァ・エミリア＝ロマーニャ・ジローネB 12位
- 2001-02 エッチェッレンツァ・エミリア＝ロマーニャ・ジローネA 2位 セリエD昇格
- 2002-03 セリエD・ジローネD 11位
- 2003-04 セリエD・ジローネD 11位
- 2004-05 セリエD・ジローネD 12位
- 2005-06 セリエD・ジローネC 8位
- 2006-07 セリエD・ジローネD 4位
- 2007-08 セリエD・ジローネD 4位
- 2008-09 セリエD・ジローネD 10位
- 2009-10 セリエD・ジローネD 2位 レガ・プロ・セコンダ・ディヴィジオーネ昇格
- 2010-11 レガ・プロ・セコンダ・ディヴィジオーネ・ジローネB 1位 レガ・プロ・プリマ・ディヴィジオーネ昇格
- 2011-12 レガ・プロ・プリマ・ディヴィジオーネ・ジローネA 3位
- 2012-13 レガ・プロ・プリマ・ディヴィジオーネ・ジローネA 3位 セリエB昇格
- 2013-14 セリエB 12位
- 2014-15 セリエB 1位 セリエA昇格
- 2015-16 セリエA 18位 セリエB降格
- 2016-17 セリエB 7位
- 2017-18 セリエB 11位
- 2018-19 セリエB 19位 セリエC降格

## 現所属メンバー
2019年1月31日現在
注：選手の国籍表記はFIFAの定めた代表資格ルールに基づく。
| No. | Pos. |            | 選手名                       |
| --- | ---- | ---------- | ---------------------------- |
| 1   | GK   | イタリア   | フェデリコ・セッライオッコ   |
| 2   | DF   | イタリア   | エマヌエーレ・スアゲル       |
| 3   | DF   | ポーランド | ミハウ・マルチャニク         |
| 4   | DF   | イタリア   | アレッシオ・サッビオーネ     |
| 5   | DF   | イタリア   | エンリコ・ペッツィ           |
| 6   | DF   | イタリア   | アレッサンドロ・ボンジョルノ |
| 7   | MF   | イタリア   | ファビオ・コンカス           |
| 8   | MF   | イタリア   | マッティア・ヴィターレ       |
| 9   | FW   | ギニア     | カラモコ・シセ               |
| 10  | MF   | イタリア   | ジャンマリオ・ピシテッラ     |
| 11  | MF   | イタリア   | ダヴィデ・マルスラ           |
| 12  | GK   | イタリア   | ニコラ・サンボ               |
| 13  | DF   | イタリア   | ファブリツィオ・ポーリ       |
| 15  | FW   | イタリア   | ミケーレ・ヴァーノ           |
| 16  | FW   | イタリア   | アレッサンドロ・ロマイローネ |
| 17  | FW   | イタリア   | マッティア・ムスタッキオ     |

| No. | Pos. |                          | 選手名                     |
| --- | ---- | ------------------------ | -------------------------- |
| 18  | FW   | イタリア                 | アンドレア・アッリギーニ   |
| 19  | MF   | イタリア                 | ロレンツォ・パシューティ   |
| 20  | MF   | スロベニア               | エネイ・イェレニッチ       |
| 21  | MF   | ボスニア・ヘルツェゴビナ | ダリオ・シャリッチ         |
| 22  | GK   | イタリア                 | シモーネ・コロンビ         |
| 23  | DF   | ドイツ                   | マックス・バルノフスキ     |
| 24  | MF   | イタリア                 | ルカ・リッツォ             |
| 25  | DF   | ドイツ                   | トビアス・パホニク         |
| 27  | DF   | イタリア                 | ガブリエレ・ロランド       |
| 29  | GK   | サンマリノ               | エドアルド・コロンボ       |
| 30  | MF   | イタリア                 | ジョヴァンニ・クロチャータ |
| 31  | MF   | セネガル                 | ママドゥ・クリバリ         |
| 32  | MF   | イタリア                 | ジョヴァンニ・ディ・ノイア |
| 33  | MF   | ベルギー                 | レノ・ヴィルモッツ         |
| 34  | DF   | クロアチア               | アントン・クレシッチ       |
| 35  | GK   | イタリア                 | リッカルド・ピシテッリ     |

## 歴代監督
- ジャンニ・デ・ビアージ 1993-1996
- ルイジ・デ・カーニオ 1996-1997
- ジュゼッペ・ピッロン 2014
- ファブリツィオ・カストーリ (第1期) 2014-2015.09
- ジュゼッペ・サンニーノ 2015.09-2015.11
- ファブリツィオ・カストーリ (第2期) 2015.11-2017
- アントニオ・カラブロ 2017-2018
- ファブリツィオ・カストーリ (第3期) 2018-2019
- ジャンカルロ・リオルフォ 2019-

## 歴代所属選手

### GK
- マルコ・スポルティエッロ 2012-2013
- ガブリエウ 2014-2015
- ヴィド・ベレツ 2015-2017

### DF
- マルコ・マテラッツィ 1996-1997
- リッカルド・ガリョーロ 2012-2017
- クリスティアン・ザッカルド 2015-2016

### MF
- サルバトーレ・バーニ 1975-1977
- ラッファエレ・ビアンコ 2012-2017

### FW
- シモーネ・インザーギ 1994-1995
- ロベルト・イングレーゼ 2013-2015